# Claude Dupin
Claude Dupin (* 8. Mai 1686 in Châteauroux; † 25. Februar 1769 in Paris) war ein französischer Finanzier. Er war Seigneur de Chenonceaux und ein Urgroßvater von George Sand.

## Leben
Claude Dupin stammte aus einer alten bürgerlichen Familie aus dem Berry und war der Sohn von Philippe Dupin, Berater des Königs und Receveur de Tailles in der Stadt Châteauroux, Pfarrei Saint-André. Er studierte am Collège de Blois und wurde Leutnant der Infanterie im Regiment von Noailles, aber „er wurde entlassen, weil er Lärm gemacht hatte“. Als „ziemlich guter Ingenieur“ übernahm er 1714 das Amt seines Vaters. Aus seiner ersten Ehe mit Marie-Jeanne Bouilhat de Laleuf (1696–1720), der Tochter einer angesehenen Familie aus Châteauroux, ging 1714 ein Sohn hervor: Louis-Claude (* Châteauroux 6. November 1715; † Paris 6. Juni 1786), genannt „Dupin de Francueil“, der Großvater von George Sand.
Er verdankte seinen Aufstieg dem Zufall. Im Jahr 1721 wurde Mademoiselle de Barbançois, die (uneheliche) Tochter von Madame Fontaine und dem reichen Finanzier Samuel Bernard, auf dem Rückweg von den Bädern im Bourbon bei der Durchfahrt durch Châteauroux krank. Dupin bot ihr in seinem Haus mit seinem gesamten Gefolge Gastfreundschaft an, versorgte sie, „ohne zuzustimmen, dass sie einen Sol für all seine Kosten ausgibt“, und begleitete sie bis nach Paris. Ihre Mutter wollte sich bei einem so hilfsbereiten jungen Mann bedanken und bot ihm an, Samuel Bernard kennenzulernen, der ihn zum Receveur général des Finances von Metz und dem Elsass ernannte, weil er in ihm die Fähigkeiten dazu erkannte. Er heiratet dann die uneheliche Tochter seines Beschützers am 1. Dezember 1722 in zweiter Ehe in der Pariser Kirche Saint-Roch. Sie schenkte ihm einen zweiten Sohn, Jacques-Armand, genannt Dupin de Chenonceaux, der am 3. März 1727 in Paris in der Pfarre Saint-Roch geboren wurde.
Am 1. Oktober 1726 erhielt er auf erneute Intervention Samuel Bernards und dank eines Darlehens von diesem eine der vierzig äußerst lukrativen Stellen als Fermier générale. Er wurde in einem deutlich unterdurchschnittlichen Alter ernannt und machte eine 36-jährige Karriere. 14 Jahre lang wurde er auf Reisen durch das Königreich geschickt und war fast zwölf Jahre lang Mitglied des Kassenausschusses (Comité des caisses), der leitenden Instanz der Institution. Er widmete sich besonders der Régie du Tabac und der Régie des grandes Gabelles, was dazu führte, dass er von Denis Diderot und Jean-Baptiste le Rond d’Alembert gebeten wurde, den Artikel Salines in der Encyclopédie zu schreiben.
Am 24. Dezember 1728 wurde er mit dem Amt des Sekretärs des Königs am Grand Collège ausgestattet, was für ihn und seine beiden Söhne den Adelsstand bedeutete.
Als einer der prunkvollsten Männer seiner Zeit baute Claude Dupin ein stattliches Vermögen auf und erwarb damit prestigeträchtige Anwesen:
- 1732: das Hôtel Lambert auf der Île Saint-Louis in Paris, das er gemeinsam mit seiner Schwiegermutter, Madame de Fontaine, kaufte und 1739 im Rahmen des Nachlasses von Samuel Bernard verkaufte.[4]
- 1733: Schloss Chenonceau und seine Nebengebäude, das am 9. Juni 1733 vom Herzog von Bourbon gekauft wurde und bis 1864 im Besitz der Familie Dupin blieb.
- 1738: das Marquisat Le Blanc an der Grenze zwischen Berry und Poitou, das am 24. April 1738 von der Marquise de Parabère, der ehemaligen Geliebten des Regenten, erworben wurde.
- Nach dem Verkauf des Hôtel Lambert mietete das Paar das ehemalige Hôtel de Vins in der Rue Plâtrière (heute Rue Jean-Jacques-Rousseau 68), in das sie nach zweijähriger Bauzeit 1741 einzogen. Die Dupins kauften das Haus erst 1758.

Jean-Jacques Rousseau war von 1745 bis 1751 Privatsekretär der Frau des Finanziers und ersetzte für einige Tage den Hauslehrer ihres Sohnes Jacques-Armand (de Chenonceaux), der seinen Vater zur Verzweiflung brachte. Bei Claude Dupin verfasste Rousseau den Discours sur les sciences et les arts (Diskurs über die Wissenschaften und Künste). Er blieb immer in Verbindung mit dem Ehepaar Dupin, das er in den Confessions erwähnt.
Claude Dupin ist der Autor einer 1745 veröffentlichten Abhandlung über politische Ökonomie mit dem Titel Économiques. Darin befürwortete er u. a. den freien Binnenverkehr von Getreide im Gegenzug zu einer Regulierung der Ein- und Ausfuhren in Abhängigkeit von der Höhe der Ernte.
Nach der Veröffentlichung von Montesquieus De l’esprit des lois im Jahr 1748 publizierte Dupin, verärgert über die Kritik des Autors an der Ferme générale, eine heftige Kritik mit dem Titel Réflexions sur l’Esprit des lois (Überlegungen zum Geist der Gesetze). Er ließ die meisten Exemplare allerdings vernichten und veröffentlichte später gemäßigtere Observations sur l’Esprit des lois (Beobachtungen zum Geist der Gesetze).
Er und sein Sohn Jacques-Armand Dupin de Chenonceaux trugen zusammen mit 64 anderen Fermiers généraux zu den Kosten der von Barbou 1762 in Paris erstellten Ausgabe der Fabeln von La Fontaine bei.

## Werke
- Économiques, 1745, 3 Bände
- Mémoires sur les blés, 1748
- Réflexions sur l’Esprit des lois, 1749, 2 Bände
- Observations sur l’Esprit des Lois, 1757/58, 3 Bände